# Paris mon paradis
Pour les articles homonymes, voir Paradis (homonymie) et Paris (homonymie).
Pour plus de détails, voir Fiche technique et Distribution.
Paris mon paradis est un documentaire, réalisé en 2010, par Éléonore Yameogo, réalisatrice Burkinabè. 
À travers ce film documentaire, Éléonore Yameogo veut briser le « mythe de l’eldorado européen » pour les immigrés africains. Paris mon paradis est primé lors des festivals Fespaco à Ouagadougou et Vues d'Afrique à Montréal.

## Synopsis
Les désirs de voyager ou de changer de pays se basent souvent sur des mythes transmis de personne en personne.
De nombreux Africains viennent encore (à l'époque du tournage du film) chercher un nouvelle vie pleine de fortune sur le continent européen. Ils ont la tête remplie d’images idylliques d'eldorado supposé. Mais c'est en Afrique, qu'un jugement sera donné car il faut montrer sa réussite et la honte guette ceux qui rentreraient les mains vides de Paris. 
Ce film documentaire démontre que la réalité est sans pitié, la vie des immigrés africains à Paris ressemble souvent à un combat démesuré et le rêve peut tourner vite à la déroute. Il faut alors dissimiler sa douleur et même pour celui qui a choisi la voie de la migration savoir mentir pour ne pas décevoir. Le mythe peut ainsi perdurer,.

## Fiche technique
- Titre : Paris mon paradis
- Réalisation : Éléonore Yameogo
- Pays d’origine :  France
- Production : Overlap Films (Erwann Creac’h, Romain Da Costa, Éléonore Yameogo), RTV
- Image et son : Rodrigue Ako, Jacques Kam, Valérie Morhino de Moura
- Montage : Julien Chiaretto
- Mixage : Romain Seris
- Musiques : Lokua Kanza, Désiré Sankara, Tiken Jah Fakoly
- Genre : documentaire
- Langue : français, mooré
- Durée : 67 min
- Format : vidéo
- Distribution : Overlap Films
- Soutiens : RTBF, Fond francophone de production audiovisuelle du Sud, PROCIREP, ANGOA, Scam (Bourse Brouillon d’un Rêve)[3]

## Accueil et critiques
Pour Kader Traoré du média en ligne burkinabé LeFaso.net, la sélection de ce documentaire lors du festival panafricain du cinéma et de la télévision de Ouagadougou 2011 souligne la présence de la « nouvelle vague du cinéma africain ». Il considère que Paris mon paradis dresse les véritables conditions de vie des immigrés en France.
La journaliste Stéphanie Trouillard de SlateAfrique indique qu'Éléonore Yaméogo rédige avec ce documentaire un message à son continent l'Afrique. Elle veut briser le « mythe de l’eldorado européen » où, en fait, nombre d'Africains survivent.
La journaliste et critique de cinéma Claire Diao reconnait sur le site africine.org que « les témoignages à visage découvert (dans ce film) frappent par leur véracité, leur émotion ». Elle explique en outre que la première burkinabè à avoir bénéficié des faveurs de l'immigration dite « choisie » du gouvernement français pose un regard neuf, en sa qualité d'Africaine, « sur le fossé grandissant entre les rêves des uns et le désenchantement des autres. ».
La journaliste Floriane Denis explique que ce film, diffusé au Festival panafricain du cinéma et de la télévision de Ouagadougou (FESPACO ), a fait réagir et reprend une citation de la réalisatrice « Je ne dis pas qu’il ne faut pas partir, non [...] mais je dis qu’il faut très très bien préparer son voyage, et savoir à quoi s’attendre. ».
Pour l'association la Ligue des droits de l'homme, le film, destiné essentiellement à l’Afrique, doit montrer aux immigrés potentiels que, pour la majorité d’entre eux, Paris sera un enfer. Pour le spectateur occidental, le documentaire montre un « regard africain sans complaisance ni animosité sur une société française fort peu accueillante ».

## Sélections et distinctions
- Fespaco en 2011 : Le documentaire y est sélectionné dans la catégorie Film Documentaire Africain, Eléonore Yaméogo est alors lauréate du prix spécial CSC (Conseil supérieur de la communication, Burkina Faso). Par ailleurs, le documentaire a été diffusé en avant-première au Centre Culturel Français Georges Méliès de Ouagadougou en février 2011[7],[3].
- Vues d'Afrique en 2011 : Le film a été titré Meilleur documentaire dans ce festival à Montréal au Canada[3].